# KV16
KV16 (Kings' Valley 16) è la sigla che identifica una delle tombe della Valle dei Re in Egitto; era la tomba del faraone Ramses I, primo sovrano della XIX dinastia.

## Storia

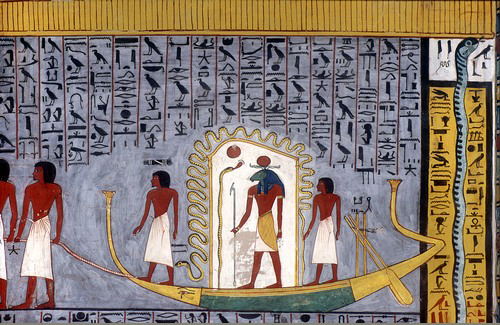
Il viaggio sul fiume sotterraneo, dal Libro delle Porte in KV16

Scoperta e scavata da Giovanni Battista Belzoni, per conto di Henry Salt, nel 1817, venne rilevata e mappata nel 1825 da James Burton. Rilievi epigrafici eseguiti nel 1828-1829 a cura della spedizione franco-toscana di Ippolito Rosellini e, successivamente, da Karl Richard Lepsius nel 1844-1845.
Nel 1957 Alexandre Piankoff la sottopose a rilevazioni fotografiche.

## Architettura e decorazioni
KV16 si sviluppa con andamento tipico delle tombe della XIX dinastia. 
Una prima scalinata d’entrata adduce ad un corridoio in piano; da questo, una seconda ripida scala porta ad un corridoio in forte pendenza che termina con una scala nelle cui pareti sono abbozzate due nicchie laterali che, forse, dovevano essere espanse in una camera.
Al termine di questa scala si apre, direttamente, la camera funeraria, non preceduta da anticamera, che presenta tre piccoli annessi e al centro della quale, con andamento ortogonale rispetto all’asse della tomba, si trova il sarcofago in granito rosso.
Nonostante il regno di Ramses I sia durato forse solo due anni, il che giustificherebbe le piccole dimensioni della tomba (meno di 150 m²), sotto il profilo decorativo KV16 presenta, nella sola camera funeraria, dipinti parietali di ottima fattura e molto ben conservati che ricordano stilisticamente quelli della KV57 di Horemheb (predecessore di Ramses I): anche in questo caso il colore di sfondo è l’azzurro-grigio e stesse sono le tonalità dei colori particolarmente brillanti tanto che si è ipotizzato che le maestranze che realizzarono le due tombe siano state le stesse.
Come nella KV57, inoltre, nella camera funeraria sono rappresentati capitoli del Libro delle Porte. Data la particolare bellezza dei dipinti nella camera funeraria, nonostante i danni causati da ripetute inondazioni, se ne riporta lo sviluppo, da sinistra entrando verso destra: Ramses in presenza di Ptah e di un pilastro Djed; il re tra gli dei Hor-sa-Iset e Anubi e il capitolo relativo alla Quarta Ora del Libro delle Porte; una divinità con la testa di ariete, il dio Osiride e la dea serpente Nesert, nonché il capitolo della Terza Ora del Libro delle Porte; Ramses I con la personificazione delle città di Pe (nel Basso Egitto) e Nekhen (nell’Alto Egitto) dinanzi al dio Atum e ad altre divinità; il dio Atum che combatte il serpente Apopi e la barca di Ra che, protetto dal benefico serpente Mehen, avanza nell’aldilà accompagnato dagli dei della conoscenza, Sia, e della magia, Heka; il re offre vino al dio Nefertum.
Il sarcofago, in granito rosso, presentava decorazioni e testi, non incisi, ma realizzati frettolosamente, a giudicare dai molteplici errori testuali, in colore giallo. A causa delle inondazioni subite dalla tomba, almeno la metà dei testi è andata persa. Lo sviluppo risente degli influssi testuali e artistici della XVIII dinastia. Il coperchio, di dimensioni più piccole di quanto ipotizzabile, date le misure della cassa, sembrerebbe di riuso e presenta una forma bombata.

## Ritrovamenti
La tomba fu soggetta, in antico, a più saccheggi forse durante la XX o la XXI dinastia. All’atto della scoperta, il coperchio del sarcofago di granito rosso era stato rimosso e presentava chiari segni dei leveraggi utilizzati per sollevarlo; al suo interno vennero rinvenute due mummie di sepolture successive senza alcuna possibilità identificativa.
All’interno della KV16 vennero inoltre rinvenute anche alcune statue lignee, tra cui due figure, a grandezza naturale, simili a quelle poi rinvenute nella KV62 di Tutankhamon.
Per quanto attiene al corpo del re, onde sottrarlo ad ulteriori saccheggi, questo era stato traslato dapprima, verosimilmente, nella KV17 di Sethy II e poi, nell’anno decimo del faraone Siamon (XXI dinastia) nel nascondiglio (cache) di Deir el-Bahari, DB320. Da qui, nel 1871, la famiglia di tombaroli Abd el-Rassul (che aveva scoperto la cache) mise sul mercato illegale di Luxor la mummia di Ramses I che venne acquistata dall’uomo d’affari canadese James Douglas che a sua volta, ignaro dell’appartenenza al re, la vendette ad un museo canadese. Solo nel 1999 la mummia venne identificata e rivenduta al "Michael C. Carlos Museum" di Atlanta. Questo, a sua volta, restituì il corpo all’Egitto, a titolo gratuito, nel 2003. Attualmente la mummia si trova al Museo di Luxor.

## Galleria d'immagini

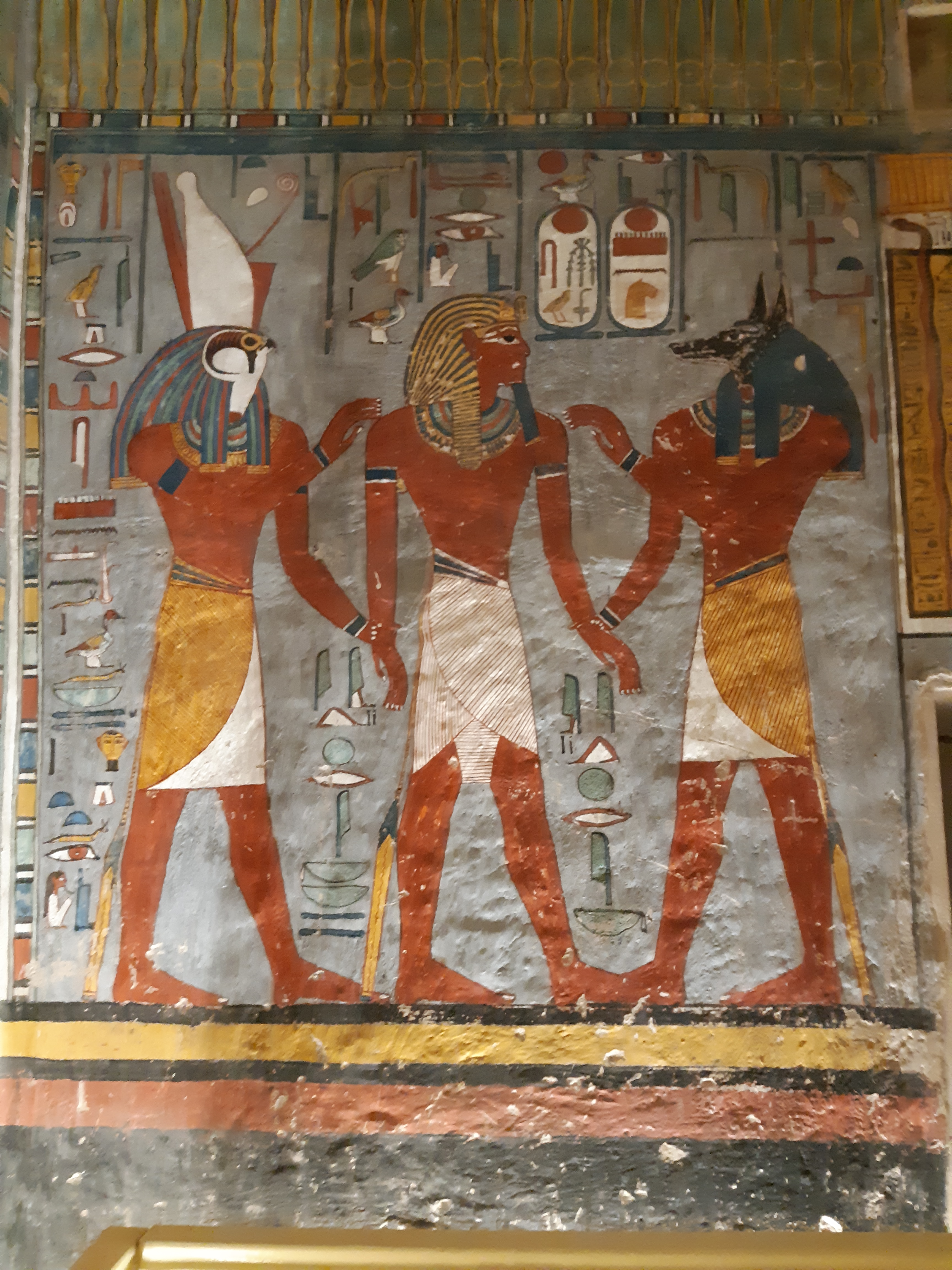
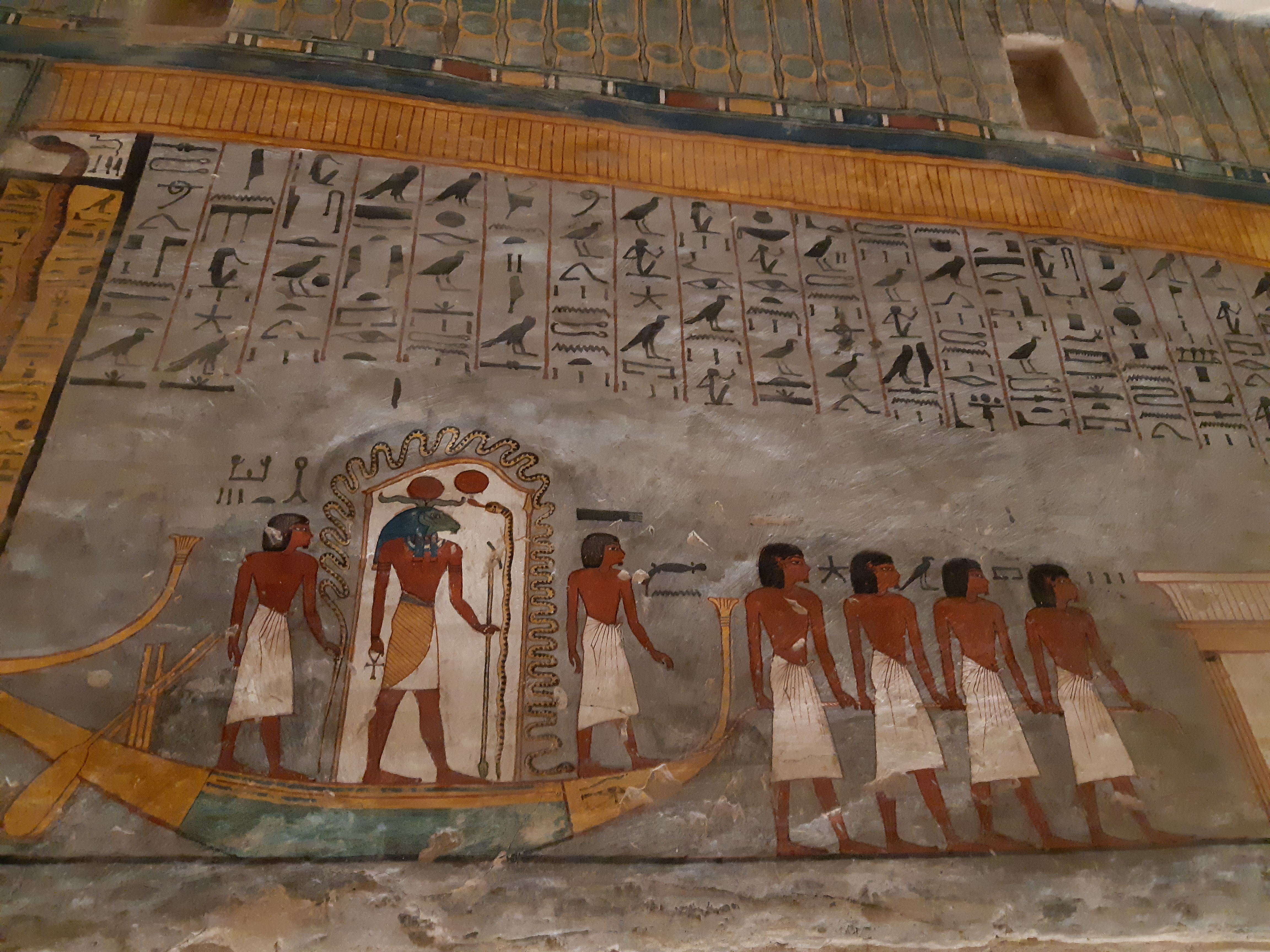
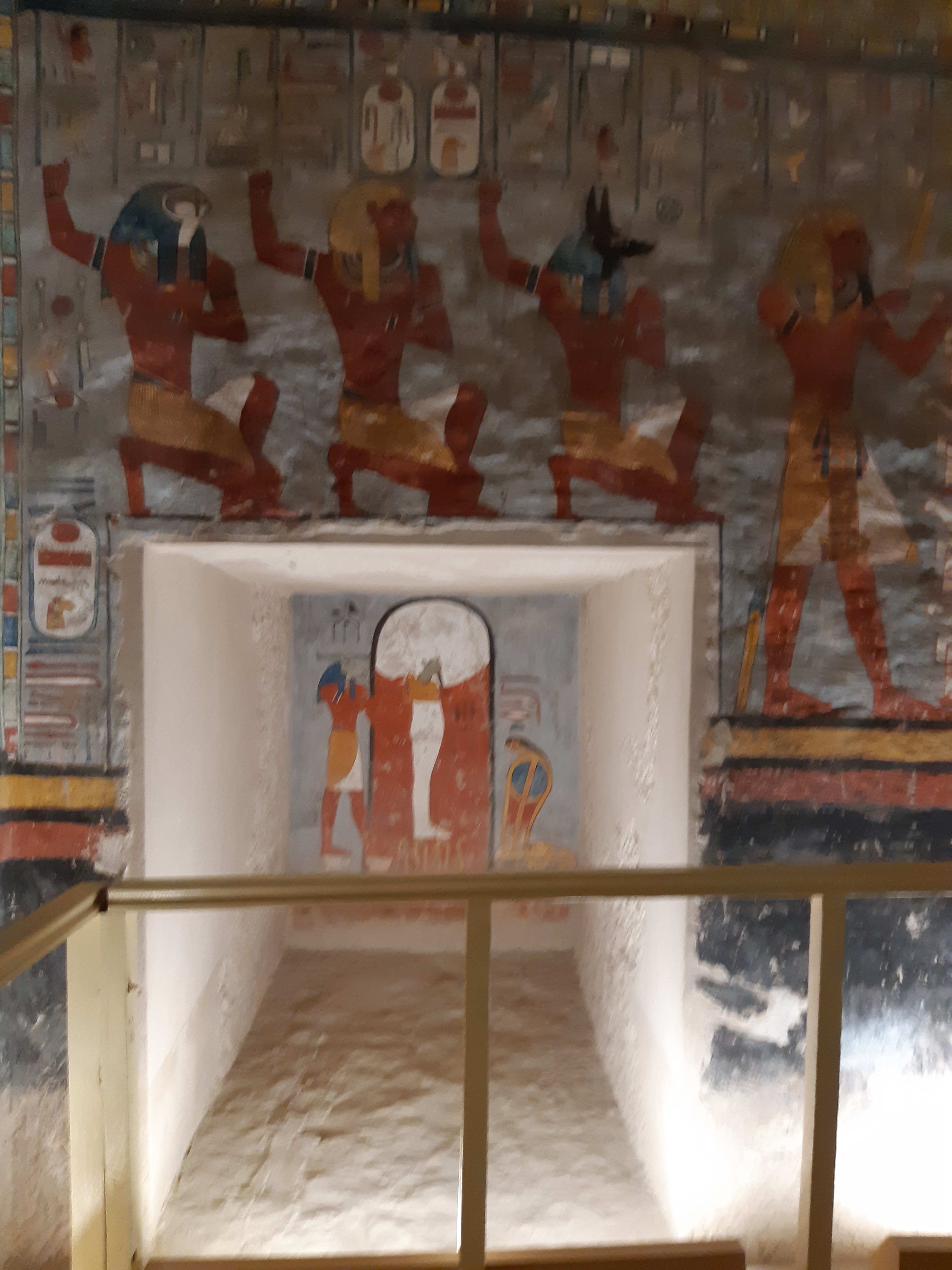
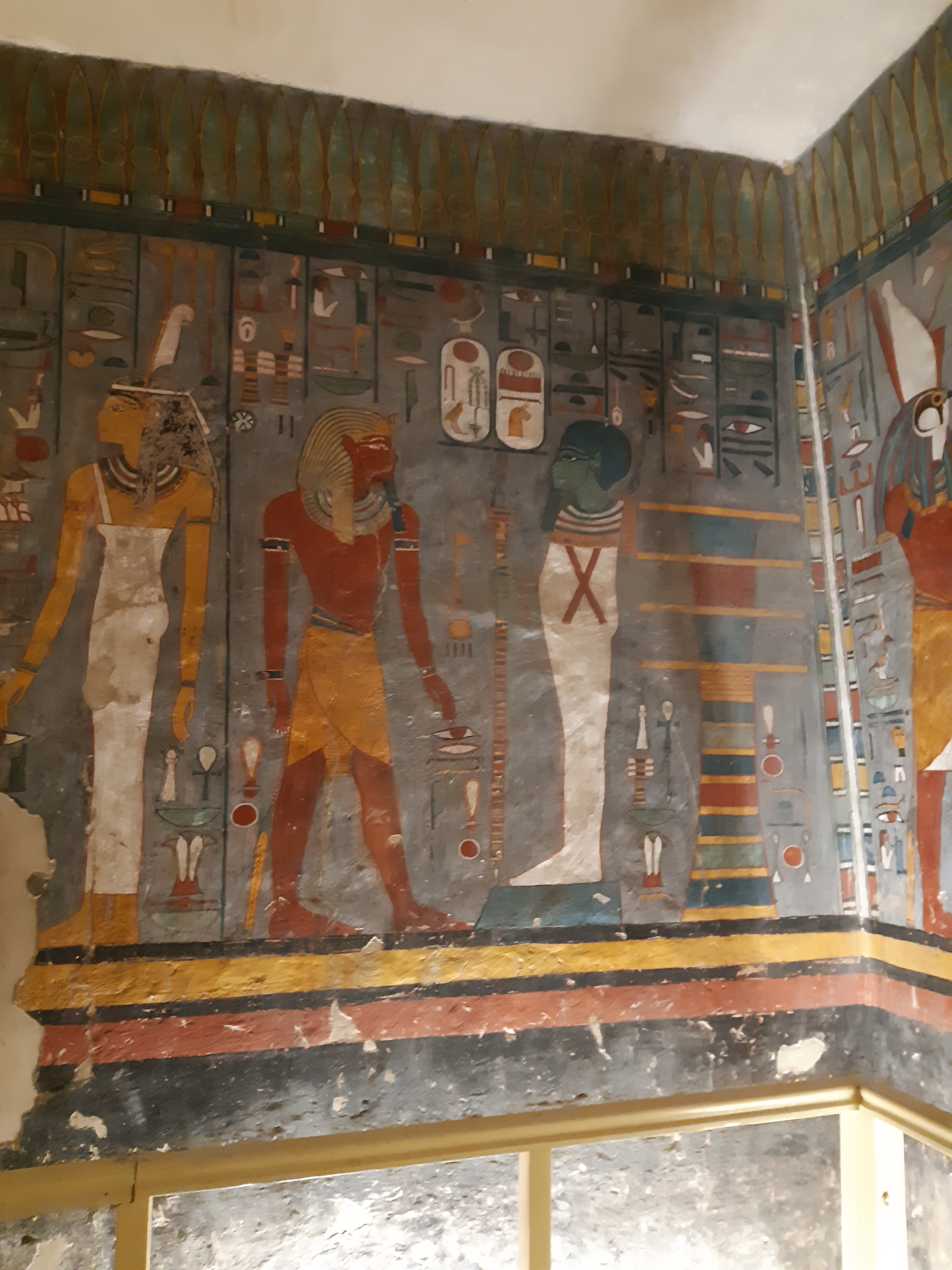
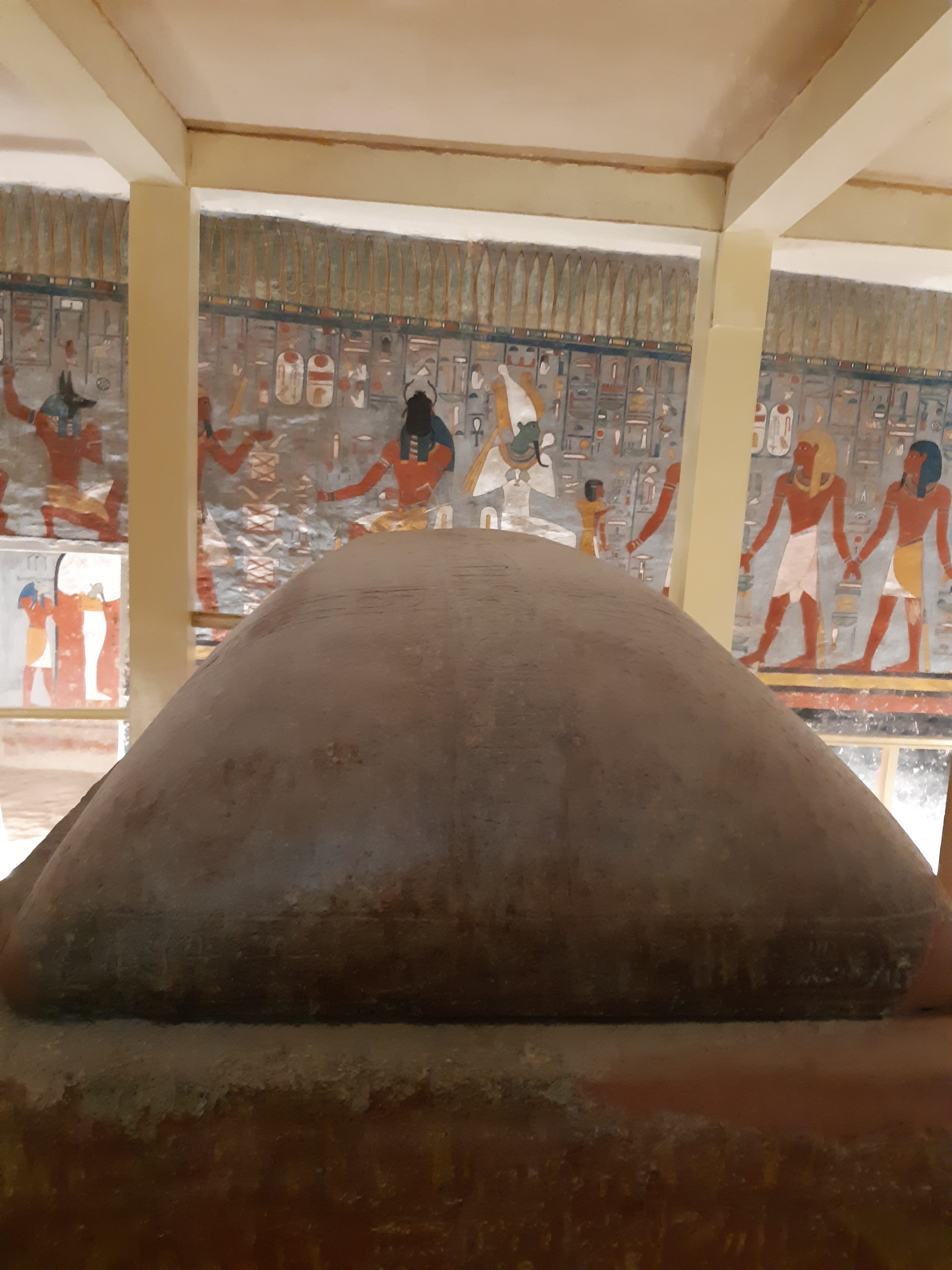
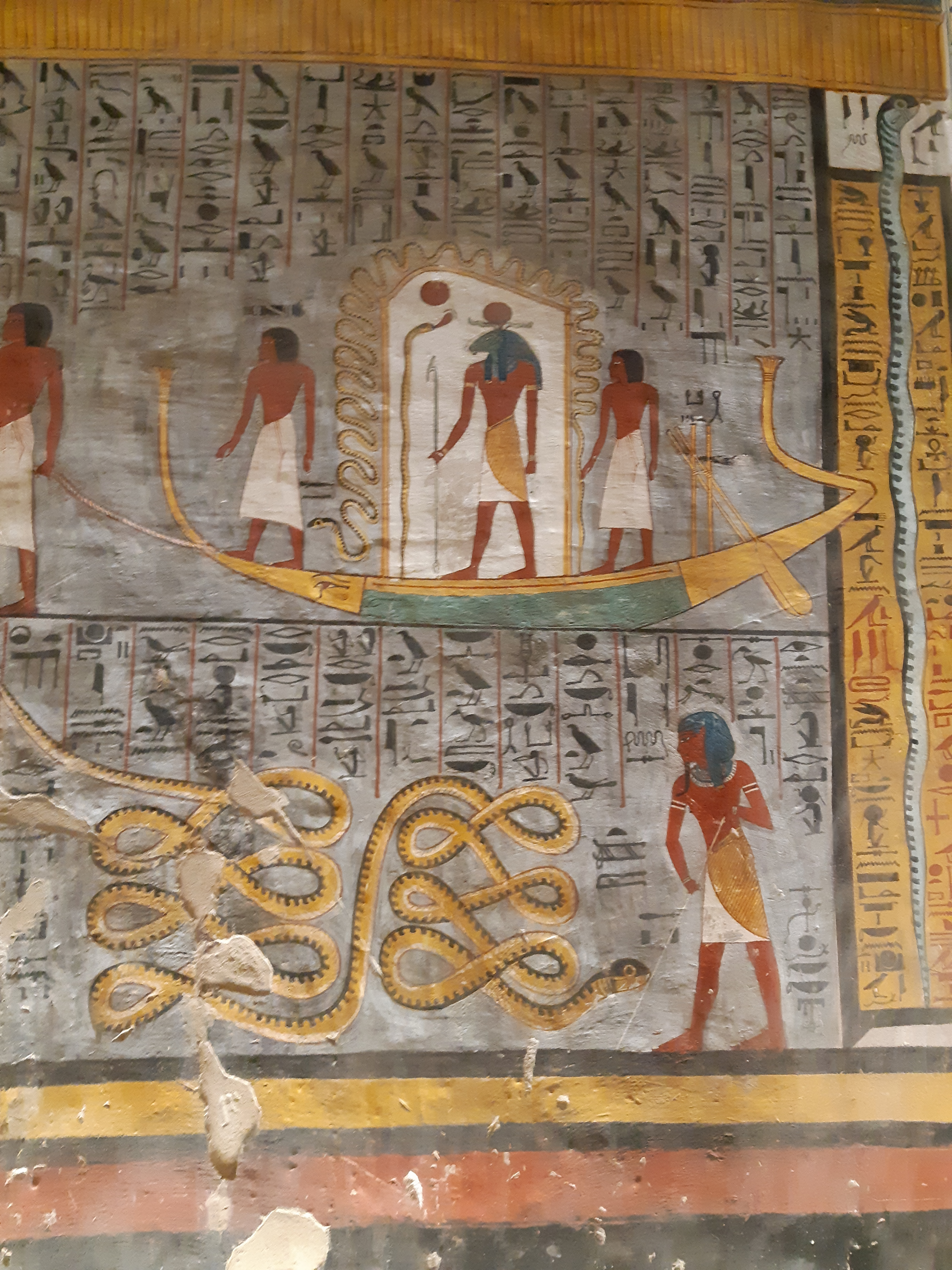
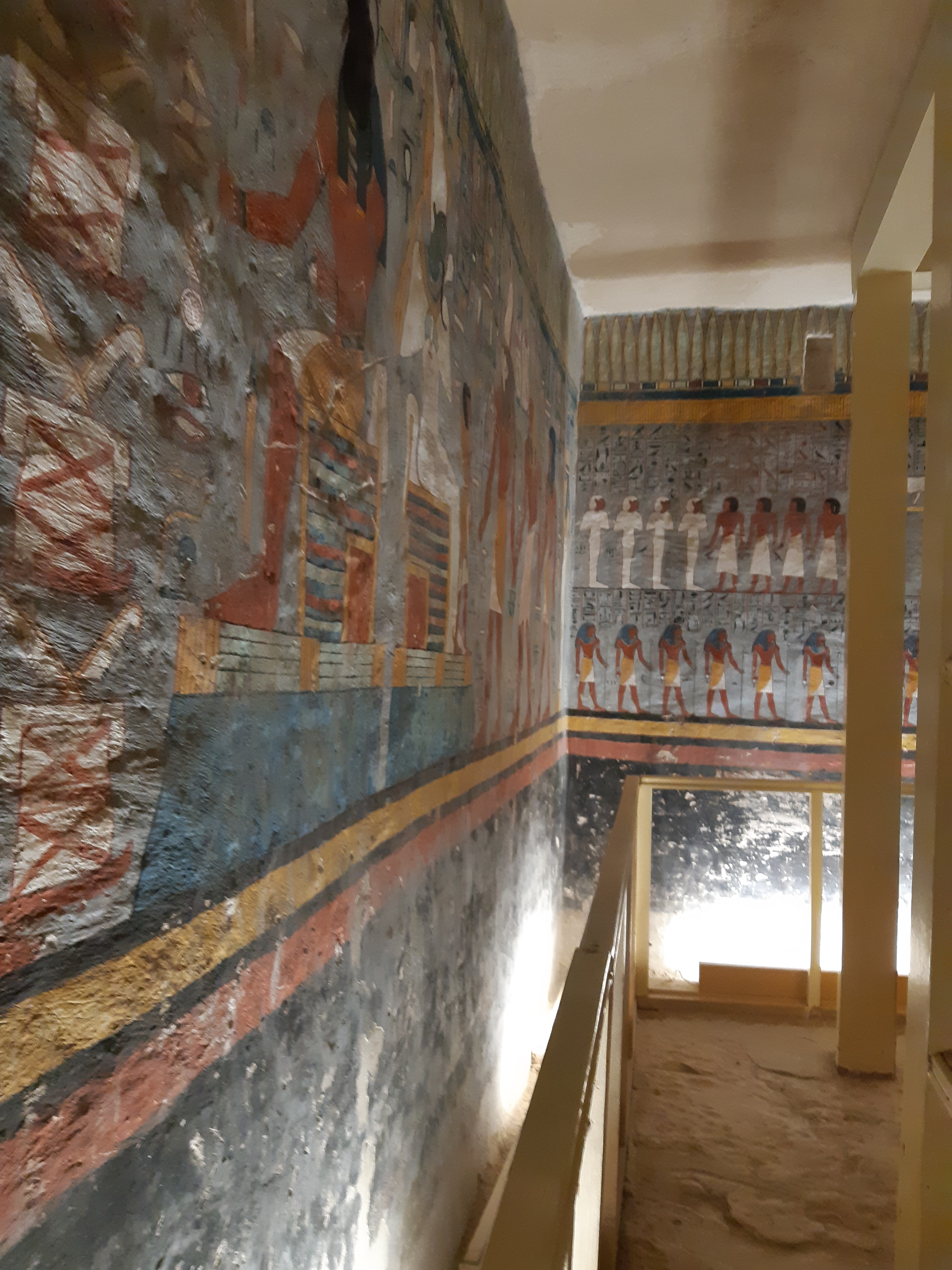
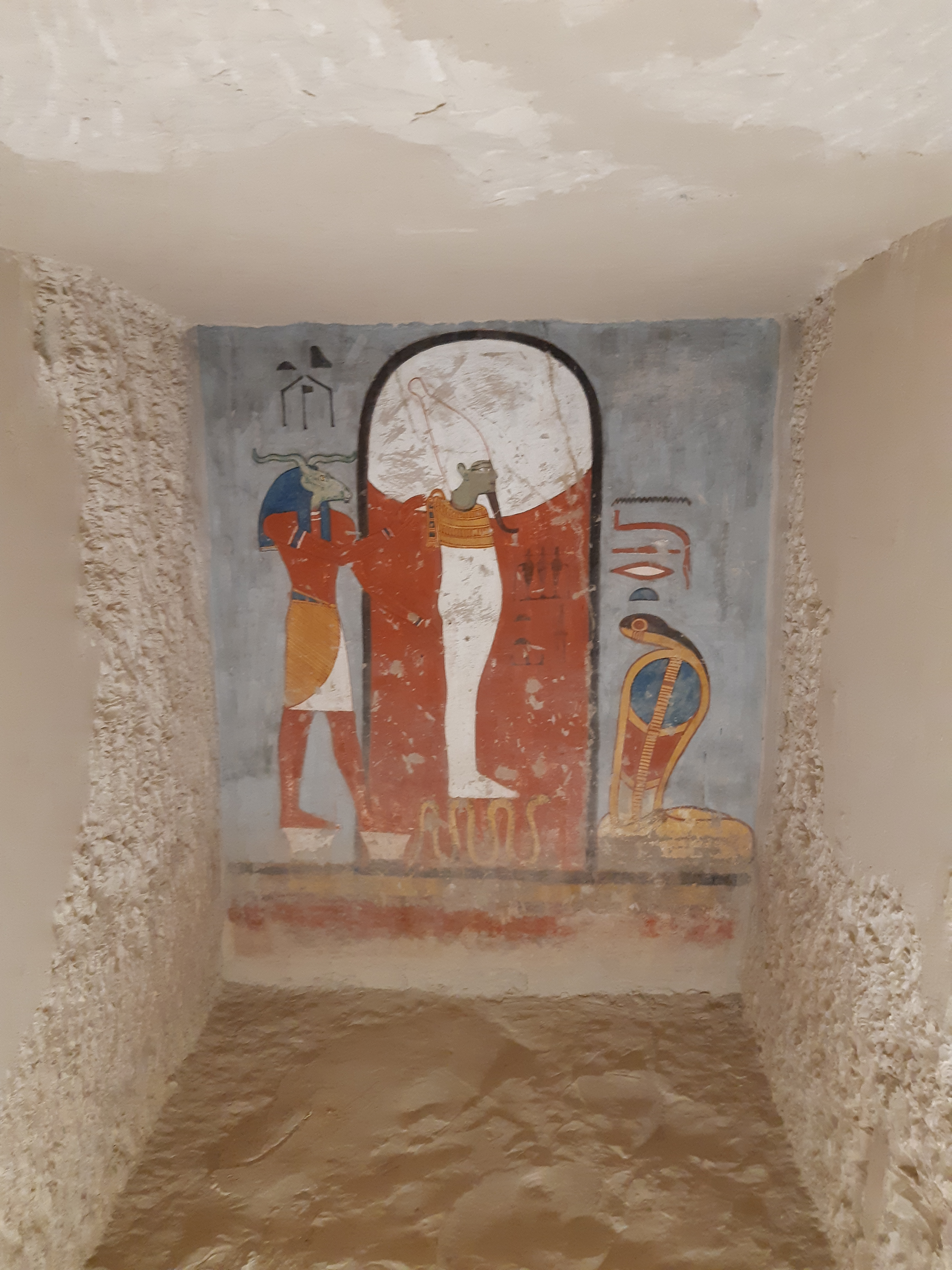

### Annotazioni
1. ↑  Le tombe vennero classificate nel 1827, dalla numero 1 alla 22, da John Gardner Wilkinson in ordine geografico. Dalla numero 23 la numerazione segue l’ordine di scoperta.
2. ↑  Alexandre Piankoff (1897-1966), archeologo ed egittologo francese specializzato in epigrafia.
3. ↑  Tradizionalmente le due città simboleggiavano le Due Terre e incarnavano le anime dei re defunti.
4. ↑  Le due statue di "guardiani" rinvenute nella tomba di Tutankhamon, poste ai lati della porta murata che dava accesso alla camera funeraria, vennero catalogate da Carter con i numeri 22 e 29.
5. ↑  James Douglas (1837 – 1918), ingegnere e uomo d’affari canadese; appassionato di viaggi, frequentò molto l’Egitto da cui riportò numerose mummie vendendole a musei del nord America. Una di queste, venduta al museo di Niagara Falls, apparteneva a ramses I.

### Fonti
1. ↑  vedi: informazioni turistiche
2. ↑  Theban Mapping Project.
3. ↑  Theban Mapping Project.
4. ↑  Nicholas Reeves e Richard Wilkinson (2000), The complete valley of the Kings, New York, Thames & Hudson, p. 134.
5. ↑  Alberto Siliotti, Guida alla Valle dei Re, Vercelli, White Star, 2000, p. 50.
6. ↑  Alberto Siliotti (2000), p. 50.
7. ↑   Egypt's 'Ramses' mummy returned, su news.bbc.co.uk.